# 津久田駅
津久田駅（つくだえき）は、群馬県渋川市赤城町津久田にある、東日本旅客鉄道（JR東日本）上越線の駅である。

## 歴史
- 1943年（昭和18年）10月1日：津久田信号場として設置される[2]。
- 1948年（昭和23年）1月1日：駅に昇格[1]。
- 1964年（昭和39年）9月1日：荷物の扱いを廃止[2]。
- 1971年（昭和46年）10月1日：無人化[3]。同時に跨線橋を設置し、供用開始[4]。
- 1987年（昭和62年）4月1日：国鉄分割民営化により、JR東日本の駅となる[2]。
- 2009年（平成21年）3月14日：東京近郊区間の拡大により、ICカード「Suica」の利用が可能となる[5]。

## 駅構造
築堤上に相対式ホーム2面2線を有する地上駅である。2つのホームは構内岩本寄りにある一本の跨線橋により結ばれている。ホームは嵩上げされておらず、列車の床面とホームとの間の段差が大きくなっている。
各ホームに待合所が1棟ずつ設置されているが、駅舎はすでに撤去されており、渋川駅管理の無人駅となっている。簡易Suica改札機が設置されている。

### のりば
| ホーム | 路線    | 方向 | 行先           |
| ------ | ------- | ---- | -------------- |
| 東側   | ■上越線 | 上り | 渋川・高崎方面 |
| 西側   | ■上越線 | 下り | 沼田・水上方面 |

- 案内上ののりば番号は設定されていない。

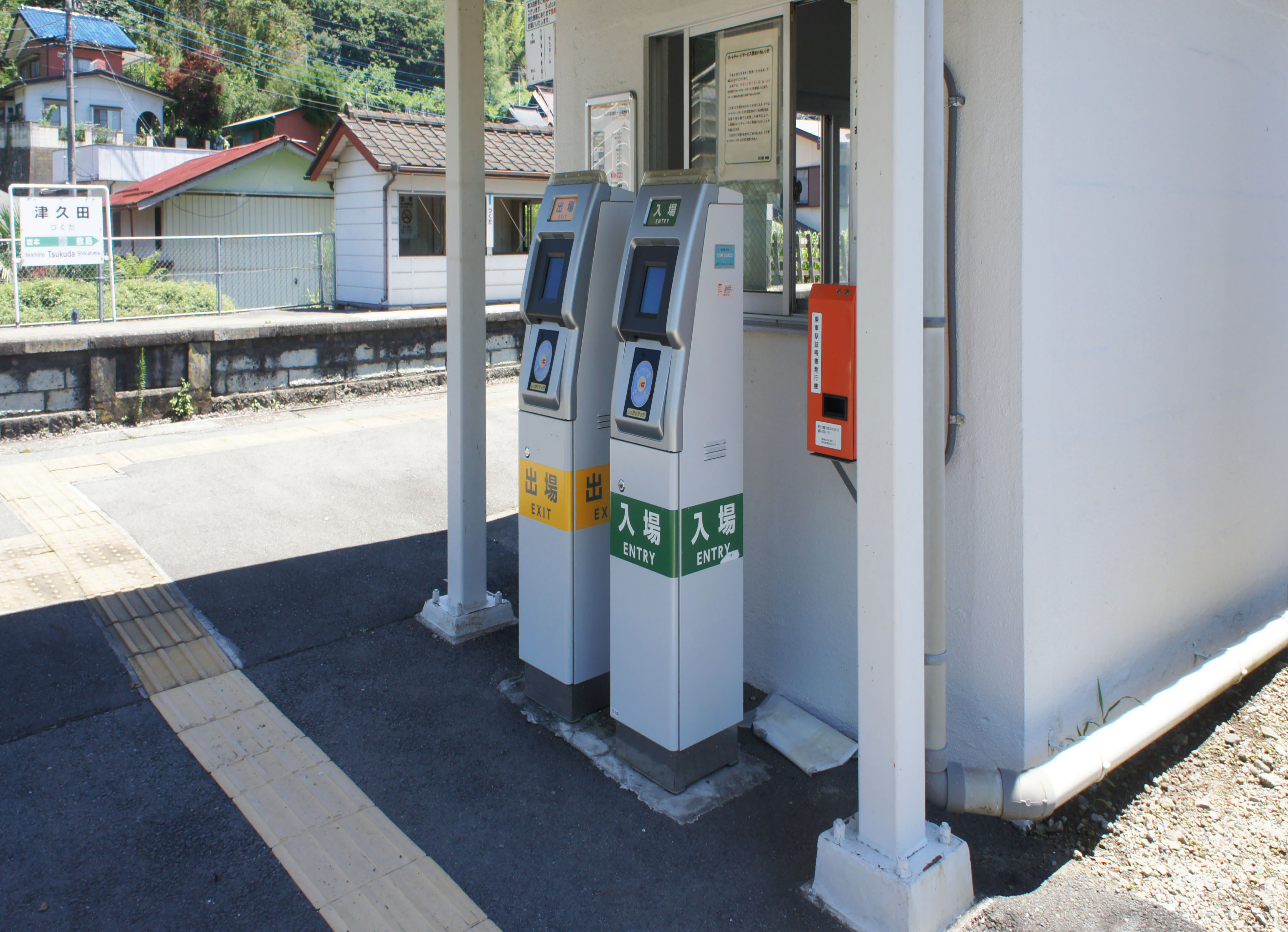
改札口（2021年7月）
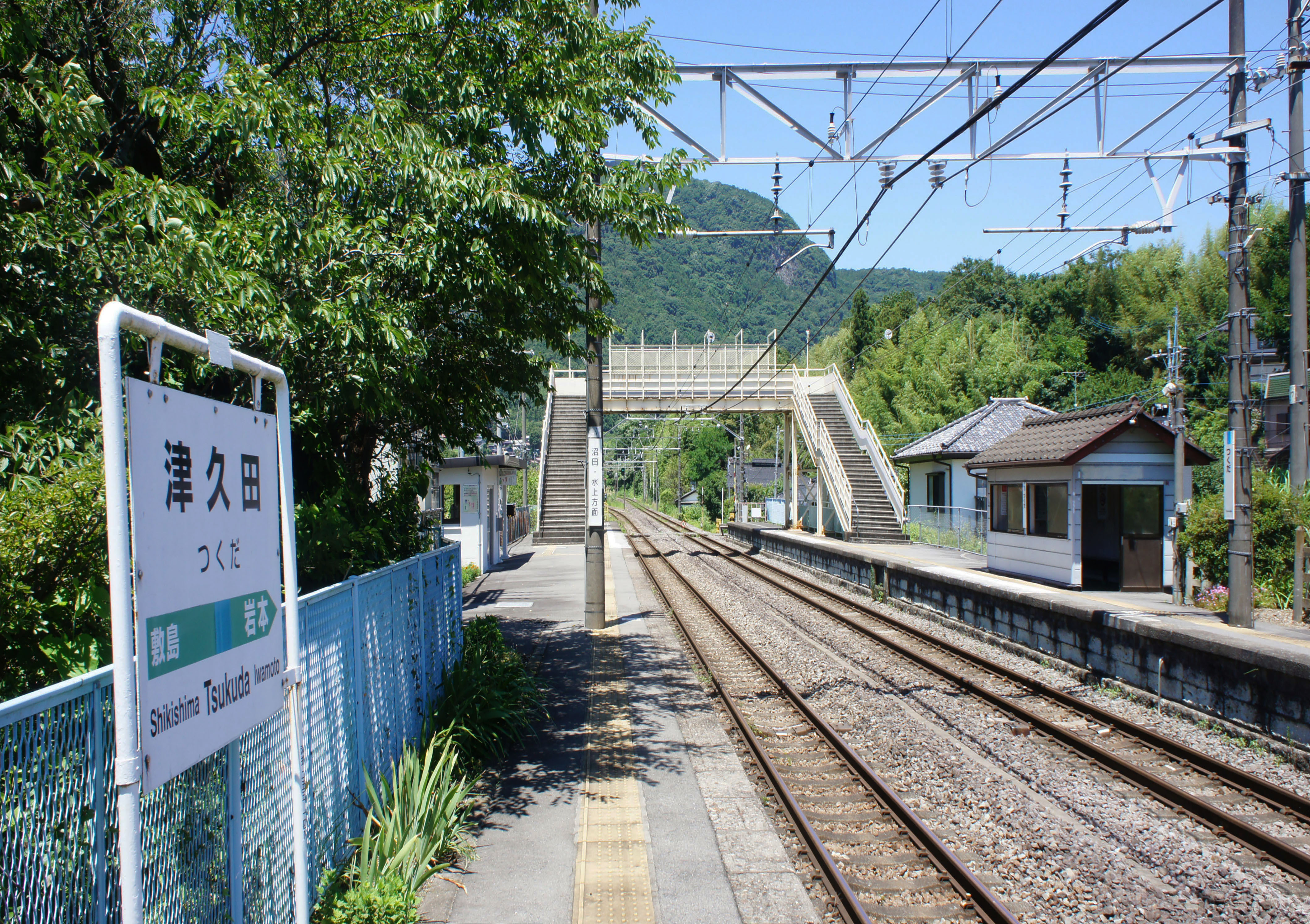
ホーム（2021年7月）

## 利用状況
「群馬県統計年鑑」によると、2000年度（平成12年度）- 2013年度（平成25年度）の1日平均乗車人員の推移は以下のとおりであった。
| 乗車人員推移       | 乗車人員推移     | 乗車人員推移 |
| 年度               | 1日平均 乗車人員 | 出典         |
| ------------------ | ---------------- | ------------ |
| 2000年（平成12年） | 76               | [ 県 1 ]     |
| 2001年（平成13年） | 78               | [ 県 2 ]     |
| 2002年（平成14年） | 86               | [ 県 3 ]     |
| 2003年（平成15年） | 85               | [ 県 4 ]     |
| 2004年（平成16年） | 88               | [ 県 5 ]     |
| 2005年（平成17年） | 77               | [ 県 6 ]     |
| 2006年（平成18年） | 70               | [ 県 7 ]     |
| 2007年（平成19年） | 50               | [ 県 8 ]     |
| 2008年（平成20年） | 50               | [ 県 9 ]     |
| 2009年（平成21年） | 48               | [ 県 10 ]    |
| 2010年（平成22年） | 43               | [ 県 11 ]    |
| 2011年（平成23年） | 40               | [ 県 12 ]    |
| 2012年（平成24年） | 40               | [ 県 13 ]    |
| 2013年（平成25年） | 36               | [ 県 14 ]    |

## 駅周辺
当駅は、「狩の野」という小さな集落に位置している。駅の南約400メートルのところで、赤城山山頂の大沼に端を発する沼尾川が利根川へと注いでおり、沼尾川親水公園がある。
当駅を起点とする道路としては群馬県道151号津久田停車場前橋線がある。しかし、道路環境が険しいため、幹線道路としては機能していない。
利根川を挟んで対岸には国道17号が走り、渋川市立上白井小学校跡、永井食堂、群馬用水赤榛分水工、ビオエナジー上白井太陽光発電所（2,200キロワット）、などがあるが、橋は架かっていない。

## 隣の駅
東日本旅客鉄道（JR東日本）
■上越線
敷島駅 - 津久田駅 - 岩本駅

### 記事本文
1. 1 2  「運輸省告示第340号」『官報』1947年12月24日（国立国会図書館デジタルコレクション）
2. 1 2 3  石野哲（編）『停車場変遷大事典 国鉄・JR編 Ⅱ』（初版）JTB、1998年10月1日、450-451頁。ISBN 978-4-533-02980-6。
3. ↑  「通報 ●上越線津久田駅の駅員無配置について（旅客局）」『鉄道公報』日本国有鉄道総裁室文書課、1971年10月1日、11面。
4. ↑  「高鉄・米鉄・門鉄の営業近代化」『交通新聞』交通協力会、1971年8月8日、1面。
5. ↑  「Suicaをご利用いただけるエリアが広がります。 (PDF)」（プレスリリース）、東日本旅客鉄道、2008年12月22日。2020年5月24日時点のオリジナル (PDF)よりアーカイブ。2020年5月25日閲覧。
6. 1 2  「JR東日本：駅構内図・バリアフリー情報（津久田駅）」東日本旅客鉄道。2025年6月19日閲覧。
7. ↑  「地理院地図」国土地理院。2016年11月3日閲覧。
8. ↑  「Google マップ 津久田駅」Google。2016年11月3日閲覧。

### 利用状況
1. ↑  「121 JR鉄道一日平均輸送状況（平成12年度）」『過去データ』（xls）（レポート）群馬県。2025年6月18日閲覧。
2. ↑  「121 JR鉄道一日平均輸送状況（平成13年度）」『過去データ』（xls）（レポート）群馬県。2025年6月18日閲覧。
3. ↑  「15-9 JR鉄道一日平均輸送状況（平成14年度）」『過去データ』（xls）（レポート）群馬県。2025年6月18日閲覧。
4. ↑  「15-9 JR鉄道一日平均輸送状況（平成15年度）」『過去データ』（xls）（レポート）群馬県。2025年6月18日閲覧。
5. ↑  「15-8 JR鉄道一日平均輸送状況（平成16年度）」『過去データ』（xls）（レポート）群馬県。2025年6月18日閲覧。
6. ↑  「15-8 JR鉄道一日平均輸送状況（平成17年度）」『過去データ』（xls）（レポート）群馬県。2025年6月18日閲覧。
7. ↑  「15-8 JR鉄道一日平均輸送状況（平成18年度）」『過去データ』（xls）（レポート）群馬県。2025年6月18日閲覧。
8. ↑  「15-8 JR鉄道一日平均輸送状況（平成19年度）」『第55回群馬県統計年鑑（平成21年刊行）』（xls）（レポート）群馬県。2025年6月18日閲覧。
9. ↑  「15-8 JR鉄道一日平均輸送状況（平成20年度）」『第56回群馬県統計年鑑（平成22年刊行）』（xls）（レポート）群馬県。2025年6月18日閲覧。
10. ↑  「15-8 JR鉄道一日平均輸送状況（平成21年度）」『第57回群馬県統計年鑑（平成23年刊行）』（xls）（レポート）群馬県。2025年6月18日閲覧。
11. ↑  「15-8 JR鉄道一日平均輸送状況（平成22年度）」『第58回群馬県統計年鑑（平成24年刊行）』（xls）（レポート）群馬県。2025年6月18日閲覧。
12. ↑  「15-8 JR鉄道一日平均輸送状況（平成23年度）」『第59回群馬県統計年鑑（平成25年刊行）』（xls）（レポート）群馬県。2025年6月18日閲覧。
13. ↑  「15-8 JR鉄道一日平均輸送状況（平成24年度）」『第60回群馬県統計年鑑（平成26年刊行）』（xls）（レポート）群馬県。2025年6月18日閲覧。
14. ↑  「15-8 JR鉄道一日平均輸送状況（平成25年度）」『第61回群馬県統計年鑑（平成27年刊行）』（xls）（レポート）群馬県。2025年6月18日閲覧。